# Festuca horridula
Festuca horridula är en gräsart som beskrevs av Pilg.. Festuca horridula ingår i släktet svinglar, och familjen gräs.
Artens utbredningsområde är Peru. Inga underarter finns listade i Catalogue of Life.